# Floripa Esporte Clube
Il Floripa Esporte Clube è una polisportiva brasiliana con sede a Florianópolis.

## Storia
Nota tra il 2005 e il 2012 come Cimed Esporte Clube, al termine della stagione 2012-2013 la società rinuncia della Superliga Serie A per problemi di natura economica. Nella stagione 2013-14 si sfideranno in Superliga Serie B e il Campionato Catarinense.

## Rosa 2012-2013
L'ultima rosa con la quale il Floripa Esporte Clube ha preso parte alla Superliga Série A.
| N° | Nome                  | Ruolo | Data di nascita   | Nazionalità sportiva |
| -- | --------------------- | ----- | ----------------- | -------------------- |
| -  | Douglas Chiarotti     | All   | -                 | Brasile              |
| 3  | Leonardo Dall Agnol   | S     | 25 novembre 1986  | Brasile              |
| 4  | Thales Hoss           | L     | 27 aprile 1989    | Brasile              |
| 5  | Ariel da Cruz         | L     | 28 maggio 1995    | Brasile              |
| 6  | Roosewelt Vasconcelos | C     | 12 ottobre 1984   | Brasile              |
| 7  | Dirceu Paulino        | S     | 12 settembre 1975 | Brasile              |
| 8  | Bernardo Reitz        | C     | 4 gennaio 1991    | Brasile              |
| 9  | Felipe Martins Rosa   | P     | 5 febbraio 1991   | Brasile              |
| 10 | Renato Felizardo      | C     | 4 aprile 1978     | Brasile              |
| 11 | Thiago Machado        | S     | 19 gennaio 1986   | Brasile              |
| 12 | Gustavo Weber         | C     | 17 dicembre 1982  | Brasile              |
| 14 | Bernardo Strelow      | P     | 8 novembre 1988   | Brasile              |
| 16 | Kaio Rocha            | S/O   | 15 agosto 1986    | Brasile              |
| 17 | Thiago Gelinski       | P     | 24 giugno 1987    | Brasile              |
| 18 | Marcos Cordeiro       | S     | 20 gennaio 1987   | Brasile              |
| 20 | Rafael de Araújo      | S/O   | 13 giugno 1991    | Brasile              |

## Palmarès
- Campionato brasiliano: 4

2005-06, 2007-08, 2008-09, 2009-10
- Coppa del Brasile: 1

2007
- Campionato Catarinense: 6

2006, 2008, 2009, 2010, 2011, 2012
- Campionato sudamericano per club: 1

2009